# ملپینیانو
ملپینیانو (به ایتالیایی: Melpignano) یک کومونه در ایتالیا است که در استان لچه واقع شده‌است.

## خصوصیات
ملپینیانو ۱۰ کیلومترمربع مساحت و ۲٬۲۲۱ نفر جمعیت دارد و ۸۹ متر بالاتر از سطح دریا واقع شده‌است.

## خواهرخوانده
شهر Montemarano خواهرخواندهٔ ملپینیانو هست.